# 橋本鉄男
橋本 鉄男（はしもと てつお、1917年6月2日 - 1996年10月11日）は、滋賀県の民俗学者、地方史研究者。

## 経歴
滋賀県高島郡今津町（現高島市）生まれ。のち安曇川町（同）在住。1939年、関東局立旅順師範学校卒業。満洲・滋賀県で公立小・中学校の教諭、教頭、校長。滋賀県文化財保護審議会委員・副会長。
旅順師範学校在学中に柳田國男の著作に接し民俗学に開眼。戦後教職の傍ら県内での民俗調査を開始、再興直後の民間伝承の会や近畿民俗学会の会員となり成果を投稿、高島郡内の大将軍信仰の報告で柳田の激励を受ける。1959年、滋賀県臨時文化財専門員として木地屋の生活伝承の記録作成のため、「木地屋の本貫地」と称された永源寺町（現東近江市）蛭谷・君ヶ畑をはじめとして県内の木地屋伝承地の調査を実施、君ヶ畑では新たに「氏子狩帳」多数を確認した。翌年よりは東北地方の木地屋集落を歴訪し、以後継続的に諸論考を発表、木地屋研究者としての地位を確立した。このほか早くから琵琶湖の漁撈活動や舟運などにも強い関心をはらい、琵琶湖総合開発によって失われる有形・無形の民俗文化財の調査と保存活用を提言、滋賀県立琵琶湖博物館（1996年開館）の設立にも寄与した。没後、蔵書のほか多数の調査ノートや原稿、調査写真などが同館に寄贈され、戦後地方民俗学界における代表的な研究者資料の一つとして、現在その調査整理が進められている。
日本民俗学会評議員。近畿民俗学会代表理事。国立民族学博物館国内資料調査委員。木地屋とろくろ研究所主宰。1986年に滋賀県文化賞、1991年に京都新聞文化賞、1992年に日本地名研究所第11回風土研究賞を受賞。1994年に地域文化功労者表彰、1995年に勲五等瑞宝章を受章。

## 著書
- 『朽木谷民俗誌』高谷重夫との共著 私家版 1959
- 『君ケ畑氏子狩明細表 君ケ畑氏子狩帳第2部』日本民俗学会 1960
- 『近江の木地屋の生活伝承』滋賀県教育委員会 1965
- 『比良山系東麓のショウズヌキについて』滋賀民俗学会 1965
- 『近江の祭礼 1 高島郡今津町・川上祭』滋賀民俗学会 1966
- 『木地師の習俗』Ⅰ 滋賀県・三重県 共著 文化財保護委員会 1968
- 『こけし事典』共著 岩崎美術社 1968
- 『木地屋の移住史 第1冊 (君ケ畑氏子狩帳)』民俗文化研究会 1970
- 『木地屋問答 木地屋の入門書』民俗文化研究会 1971
- 『こけしのふるさと』共著 未来社 1972
- 『日本の民俗 25 滋賀』第一法規出版 1972
- 『朽木村志』編著 朽木村教育委員会 1974
- 『ろくろ ものと人間の文化史』法政大学出版局 1979
- 『近江の海人 ひとつの琵琶湖民俗論』第一法規出版 1982
- 『木地屋の民俗』岩崎美術社 民俗民芸双書 1982
- 『琵琶湖の民俗誌』文化出版局 1984
- 『輪ノ内の昔 北船木史稿 上 (古代・中世編)』北船木史稿刊行会 1989
- 『輪ノ内の昔 北船木史稿 下 (近世・近代編)』北船木史稿刊行会 1991
- 『漂泊の山民 木地屋の世界』白水社 1993
- 『柳田国男と近江 滋賀県民俗調査研究のあゆみ』サンライズ印刷出版部 別冊淡海文庫 1994
- 『藁綱論 近江におけるジャのセレモニー』初芝文庫 近畿民俗叢書 1994
- 『私のトルヌス 民俗学からの遥かなる視線』サンライズ印刷出版部 1996
- 『丸子船物語 橋本鉄男最終琵琶湖民俗論』用田政晴編 サンライズ印刷出版部 淡海文庫 1997
- 『たねかし覚・かりまき覚 今津町史史料集』今津町教育委員会生涯学習課郷土資料係編 今津町 2004